# Jonathan Kellerman
Jonathan Kellerman (ur. 9 sierpnia 1949 w Nowym Jorku) – amerykański psycholog i pisarz, laureat Nagrody im. Edgara Allana Poego i Anthony Award. 

## Życiorys
Dorastał w Los Angeles. W wieku 24 lat został doktorem psychologii. Jest znany z thrillerów psychologicznych, których bohaterem uczynił psychologa dziecięcego Alexa Delaware.
Jego żoną jest pisarka Faye Kellerman. Oboje są ortodoksyjnymi Żydami.

## Twórczość
Powieści
Cykl z Alexem Delawarem
- Kiedy pęka tama (When the Bough Breaks 1985)
- Test krwi (Blood Test 1986)
- Nad krawędzią (Over the Edge 1987)
- Cicha wspólniczka (Silent Partner 1989)
- Bomba zegarowa ( Time Bomb 1990)
- Oczy do wynajęcia (Private Eyes 1992)
- Diabelski walc (Devil's Waltz 1993)
- Niedobra miłość (Bad Love 1994)
- W obronie własnej (Self-Defense 1995)
- Pajęczyna (The Web 1996)
- Klinika (The Clinic 1996)
- Selekcja (Survival of the Fittest 1997)
- Potwór (Monster 1999)
- Doktor śmierć (Dr. Death 2000)
- Ciało i krew (Flesh and Blood 2001)
- Album morderstw (The Murder Book 2002)
- Z zimną krwią (A Cold Heart 2003)
- Terapia (Therapy 2004)
- Wściekłość (Rage 2005)
- Unik (Gone 2006)
- Obsesja (Obsession 2007)
- Impuls (Compulsion 2008)
- Bagno (Bones 2008)
- Dowód (Evidence 2009)
- Kłamstwa (Deception 2010)
- Zagadka (Mystery 2011)
- Ofiary (Victims 2012)
- Wina (Guilt 2013)
- Killer (2014)
- Motive (2015)
- Breakdown (2016)
- Heartbreak Hotel (2017)
- Night Moves (2018)
- The Wedding Guest (2019)
- The Museum of Desire (2020)
- Serpentine (2021)
- City of the Dead (2022)
- Unnatural History (2023)

Cykl z Petrą Connor
- Billy Straight (Billy Straight 1998)
- Pokrętny umysł (Twisted 2004)

Pozostałe publikacje
- Psychological Aspects of Childhood Cancer (1980)
- Helping the Fearful Child (1981)
- Teatr rzeźnika (The Butcher's Theater 1988)
- Savage Spawn: Reflections on Violent Children (1999)
- Klub Spiskowców (The Conspiracy Club 2003)
- Podwójne zabójstwo (Double Homicide 2004) – napisana z Faye Kellerman
- Miasta zbrodni (Capital Crimes 2007) – napisana z Faye Kellerman
- The Best American Crime Reporting 2008 (2008) – napisana z Thomasem H. Cookiem i Otto Penzlerem
- With Strings Attached: The Art and Beauty of Vintage Guitars (2008)
- Detektywi (True Detectives 2009)
- The Golem of Hollywood (2014) – napisana z Jesse Kellerman
- The Murderer's Daughter (2015)
- The Right Thing to Do (2015)
- The Golem of Paris (2015) – napisana z Jesse Kellerman
- Crime Scene (2017) – napisana z Jesse Kellerman
- A Measure of Darkness (2018) – napisana z Jesse Kellerman